# دوهمسری

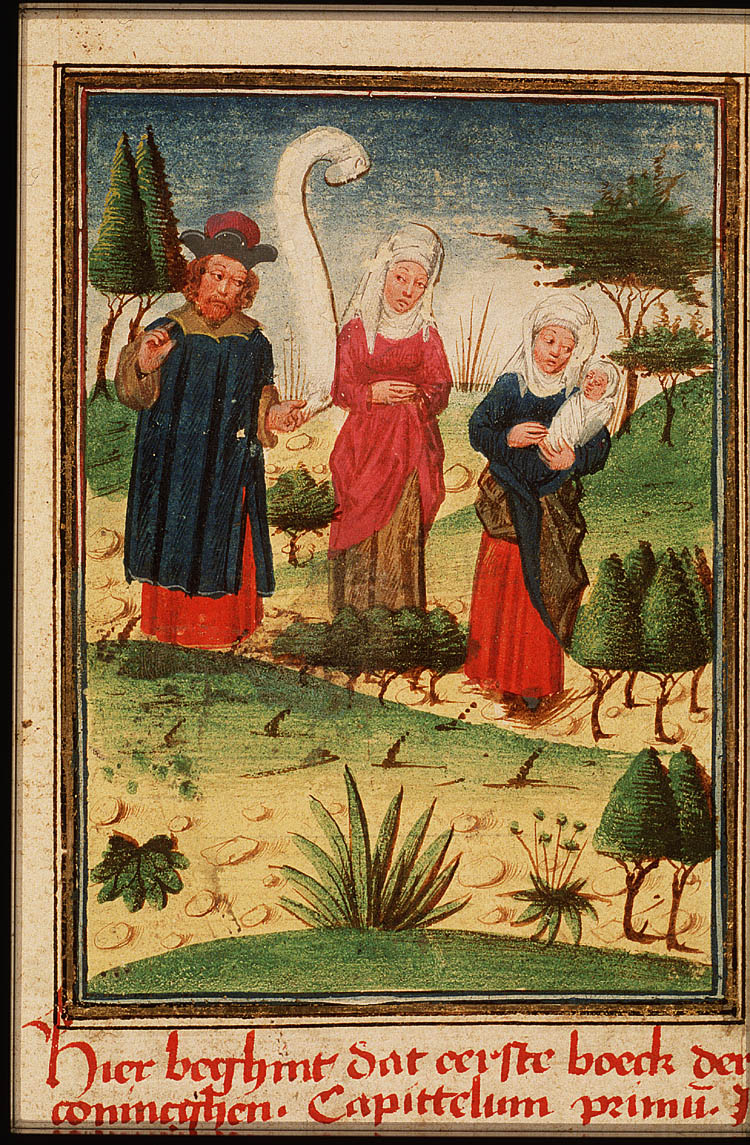
الکانا و دو زنش

در فرهنگ‌هایی که عمل زناشویی فقط تک‌همسری است، دو همسری یعنی ازدواج با یک نفر در حالی که فرد هنوز از نظر قانونی با یک نفر دیگر ازدواج کرده‌است. دو همسری در بسیاری از کشورهای غربی یک جرم است و اگر هم مخفیانه این اتفاق رخ دهد همسران اول و دوم از یکدیگر خبر ندارند. در کشورهایی که دو همسری قانونی است، رضایت همسر قبلی در ازدواج دوم همسرش تفاوت زیادی ایجاد نمی‌کند.

## وضعیت حقوقی

### بر اساس کشورها
- استرالیا: غیرقانونی. تا ۱۰ سال زندان.
- بلژیک: غیرقانونی. ۵ تا ۱۰ سال زندان.
- برزیل: غیرقانونی. ۲ تا ۶ سال حبس.
- کانادا: غیرقانونی. براساس قانون جرایم، بخش ۲۹۰.
- جمهوری خلق چین: غیرقانونی. تا ۲ سال حبس و تا ۳ سال حبس برای سربازان دو همسری. (اما در جنوب غرب برای برخی اقلیت‌ها از جمله تبتی‌ها و بعضی مناطق روستایی آزاد است).
- هنگ کنگ: غیرقانونی. تا ۷ سال حبس.
- کلمبیا: غیرقانونی با استثناء (بعضی از دین‌ها).
- مصر: قانونی، به شرطی که همسر اول راضی باشد.
- اریتره: غیرقانونی. تا ۵ سال حبس.
- اتحادیه اروپا در همه ۲۷ کشور: غیرقانونی. (استثناء در مواردی برای بریتانیا)
- بریتانیا: غیرقانونی، اگر چه در خارج از کشور ازدواج ممکن است برای برخی از اهداف قانونی به رسمیت شناخته شده شود.
- هلند: غیرقانونی. تا ۶ سال حبس. اگر شریک جدید از دو همسری آگاه باشد ممکن است حداکثر برای ۴ سال زندانی شود.
- غنا: غیرقانونی. تا شش ماه حبس.
- ایرلند: دو همسری یک جرم قانونی است. یک شخصی که با یک نفر ازدواج کرده می‌تواند از طریق یک مراسمی با شخص سوم ازدواج کند. جرم توسط بخش ۵۷ از تخلفات در برابر قانون شخص ۱۸۶۱ ایجاد شده‌است. این بخش جایگزین بخش ۲۶ از قانون ۱۰ ژئو جایگزین. ۴ ج. ۳۴ برای جمهوری ایرلند است.
- اسرائیل: غیرقانونی. تا ۵ سال حبس.
- ایران: قانونی، با ضرورت توانی مالی و رضایت همسر اول درصورتی که سند عدم تمکین، جنون، ازکارافتادگی و... در کار نباشد و عدم چند همسری هم از شروط باطل ضمن عقد محسوب می‌شود.[۱]
- هند: قانونی، تنها برای مسلمانان. تا ۱۰ سال حبس برای باقی افراد.
- ایتالیا: غیرقانونی. ۱ تا ۵ سال حبس.
- لیبی: قانونی با شرایط.
- مالزی: مجاز برای مسلمانان. برای به دست آوردن رضایت قضایی، توانایی مالی و چندین شرایط سخت مورد نیاز است. برخی از تغییرات در قانون بین ایالات (قانون خانواده مربوط به غیر مسلمانان تحت حوزه قضایی فدرال).
- مالدیو: مجاز برای هر کسی.
- مالت: تحت قانون ازدواج سال ۱۹۷۵ غیرقانونی، بخش ۶.
- نیوزیلند: غیرقانونی در بخش ۲۰۵ از جرائم قانون ۱۹۶۱. تا ۷ سال زندان، یا تا ۲ سال حبس اگر قاضی متوجه شود که همسر دوم از موضوع آگاه بوده و ازدواج از درجه اعتبار ساقط است.
- مراکش: مجاز برای مسلمانان، محدودیت اعمال می‌شود.
- پاکستان: قانونی، با یکسری محدودیت‌ها.
- فیلیپین: قانونی، برای مسلمانان. دیگران ۶ تا ۱۲ سال حبس و با انحلال ازدواج روبرو هستند.
- عربستان سعودی: دو همسری یا چند همسری قانونی است.
- آفریقای جنوبی: قانونی، تحت شناخت عرفی ازدواج قانون ۱۹۹۸ برای ازدواج عرفی. تحت ازدواج قانون مدنی (تنظیم شده توسط قانون ازدواج)، هر ازدواج علاوه بر این در حال حاضر نامعتبر است (اما جرم نیست).
- سومالی: چند همسری در دادگاه ازدواج قانونی است. یک سنت طولانی مدت است.
- تایلند: قبل از ۱ اکتبر سال ۱۹۳۵ چند همسری در تایلند آزادانه بوده و در قانون مدنی به رسمیت شناخته شده بود. آن قانون لغو شد اما چند همسری هنوز هم به‌طور گسترده در تایلند پذیرفته شده‌است، هر چند به رسمیت شناخته نشده و قانون می‌گوید «یک مرد یا یک زن نمی‌تواند با یک مرد یا یک زن دیگر که اکنون ازدواج کرده و متأهل است ازدواج کند.»
- تونس: غیرقانونی. تا ۵ سال حبس.
- ترکیه: غیرقانونی. تا ۵ سال حبس.
- ایالات متحده آمریکا: غیرقانونی در تمام ایالات. مجازات تا ۵ سال زندان است.
- ازبکستان: غیرقانونی.